# Konark
Konark is een stad en “notified area” in het district Puri van de Indiase staat Odisha.

## Demografie
Volgens de Indiase volkstelling van 2001 wonen er 15.015 mensen in Konark, waarvan 52% mannelijk en 48% vrouwelijk is. De plaats heeft een alfabetiseringsgraad van 57%.